# Súnan Abi-Dàwud
Súnan Abi-Dàwud o Sunnes d'Abu-Dàwud (àrab: سنن أبي داود, Sunan Abī Dāwud) és un d'al-Kútub as-Sitta, «els Sis Llibres», els sis principals reculls d'hadits de l'islam sunnita, recopilat per Abu-Dàwud. Els hadits o tradicions són dites o actes del profeta de l'islam Mahoma.

## Recopilació
Abu-Dàwud recopilà vint-i-un llibres relacionats amb els hadits, amb clara preferència pels hadits que eren secundats per l'exemple dels sahaba o companys de Mahoma. Respecte als hadits contradictoris, és a dir hadits que es contradiuen amb altres hadits, afirma, en la secció titulada «Carn adquirida en caçar per a un peregrí»: «si hi ha dues dites contradictòries del Profeta (la pau siga amb ell), s'ha de fer una recerca per a establir aquell hadit que adoptaren els seus companys». En una carta a la gent de la Meca, digué: «He sigut honest per a assenyalar onsevulla que hi hagués massa feblesa respecte a qualsevol tradició en el meu recull. Si deixàs un hadit sense comentar, s'ha de considerar vàlid, tot i que uns són més autèntics que altres».
Els hadits anomenats múrsals (hadits en què s'omet un dels companys i és un successor d'aquests, un tabií, qui el narra directament de Mahoma) també han estat motiu de debat entre els tradicionalistes. Abu-Dàwud afirma en la seua carta a la gent de la Meca: «Si un hadit músnad (i.e. amb la cadena de transmissió ininterrompuda) no és contrari a un de múrsal o si no es troba un hadit músnad, llavors l'hadit múrsal s'acceptarà, tot i que no es considere tan fort com un hadit múttasil (amb la cadena ininterrompuda)».
Les tradicions recollides en el Súnan Abi-Dàwud es poden dividir en tres categories. La primera engloba les tradicions esmentades a un dels reculls Sahih al-Bukharí o Sahih Múslim o als dos. La segona categoria de tradicions són les que compleixen les condicions que posen al-Bukharí o Múslim, però que aquests autors no recullen. Ací cal recordar que al-Bukharí va dir: «En el Sahih al-Bukharí només hi vaig incloure tradicions autèntiques, però vaig ometre moltes altres tradicions autèntiques per tal d'evitar una extensió innecessària.»

## Descripció
Abu-Dàwud aplegà 500.000 hadits, però només va incloure'n 4.800, en aquest recull. Els sunnites consideren aquesta col·lecció com la quarta en força de les seues sis principals col·leccions d'hadits. Abu-Dàwud trigà vint anys a recopilar els hadits. Per a recopilar-los, va viatjar per a conéixer la majoria dels més destacats estudiosos de la seua època i aconseguir-ne els hadits de més confiança, sempre citant-ne les fonts. Com que l'autor va recopilar hadits que ningú no havia replegat abans, el seu Súnan ha estat acceptat com una obra estàndard per part d'acadèmics de moltes parts del món islàmic, sobretot després que Ibn al-Qaisarani l'inclogués en la canonització formal de les sis grans col·leccions.

## Continguts
El llibre conté 43 capítols.
1. La purificació (kitab at-tahara)
2. L'oració (kitab as-salat)
3. L'oració per a la pluja (kitab al-istisqa)
4. L'oració (kitab as-salat): regles de la llei sobre l'oració en els viatges
5. L'oració (kitab as-salat): oracions voluntàries
6. L'oració (kitab as-salat): instruccions sobre el ramadà
7. L'oració (kitab as-salat): la postració mentre es recita l'Alcorà
8. L'oració (kitab as-salat): instruccions sobre witr
9. El zakat (kitab az-zakat)
10. El llibre d'objectes perduts i trobats
11. Els ritus del hajj (kitab al-manasik wa-l-hajj)
12. El matrimoni (kitab an-nika)
13. El divorci (kitab at-talaq)
14. El dejuni (kitab as-siyam)
15. El gihad (kitab al-jihad)
16. El sacrifici (kitab ad-dahaya)
17. El joc (kitab as-said)
18. Els testaments (kitab al-wasaya)
19. Les parts de l'herència (kitab al-fara'id)
20. Els tributs, el botí i el govern (kitab al-kharaj, wa-l-fai wa-l-imara)
21. Els funerals (kitab al-jana'iz)
22. Els juraments i vots (kitab al-aiman wa-n-nudhur)
23. Les transaccions comercials (kitab al-buyu)
24. Els salaris (kitab al-ijara)
25. L'oficina del jutge (kitab al-aqdiya)
26. El coneixement (kitab al-ilm)
27. Les begudes (kitab al-aixriba)
28. Els àpats (kitab al-at'ima)
29. La medicina (kitab at-tibb)
30. L'endevinació i els presagis (kitab al-kahana wa-t-tatayyur)
31. La manumissió dels esclaus
32. Les variants i lectures de l'Alcorà (kitab al-huruf wa-l-qira'at)
33. Els banys calents (kitab al-hammam)
34. La roba (kitab al-libas)
35. Pentinar-se el cabell (kitab at-tarajjul)
36. Els anells de segell (kitab al-khatam)
37. Els judicis i les ferotges batalles (kitab al-fitan wa-l-malahim)
38. L'alliberador promés (kitab al-mahdi)
39. Les batalles (kitab al-malahim)
40. Els càstigs prescrits (kitab al-hudud)
41. Els tipus de lleis sobre el vessament de sang (kitab ad-diyat)
42. El comportament modèlic del Profeta (kitab as-sunna)
43. El comportament general (kitab al-adab)

## Comentaris i traduccions
El Súnan Abi-Dàwud s'ha traduït a moltes llengües. La Biblioteca Islàmica d'Austràlia n'ha recollit onze comentaris en àrab, urdú i indonesi.